# Estación Guamanga
Guamanga —originalmente llamada San Pedro— fue una estación ferroviaria correspondiente al Longitudinal Norte ubicada en la comuna de Diego de Almagro, en la Región de Atacama, Chile. La estación fue construida como parte de la extensión de las vías entre el sistema de ferrocarriles de la estación Salado-estación Diego de Almagro, lo que posteriormente la conllevó a ser parte del Longitudinal Norte. Actualmente la estación no se encuentra en operaciones.

## Historia
La estación fue parte de los trabajos de extensión iniciados en 1897, con los cuales se procedió a construir una vía de férrea que se extiende desde estación Salado hasta lo que hoy es la estación Diego de Almagro, que incluyó además la construcción de otra vía que se extiende desde la estación Empalme N° 2 —emplazada en el tramo entre las dos estaciones— hacia la estación Inca de Oro. Estas obras terminaron de construirse y fueron entregadas para su uso en 1904.
Originalmente la estación se llamaba San Pedro, y servía como estación de carga de los minerales obtenidos desde la mina San Pedro. Mediante decreto del 19 de octubre de 1917 la estación cambió de nombre a «Guamanga».
La estación aparece mencionada en mapas de 1929. Para 1958 la estación ya se encontraba suprimida.
No existen servicios que crucen por la estación; solo queda un terraplén de lo que eran los andenes y la estación poseía un triángulo de inversión para las locomotoras.